# Alejo Véliz
Alejo Véliz (Gödeken, 19 settembre 2003) è un calciatore argentino, attaccante del Rosario Central in prestito dal Tottenham.

## Carriera

### Club
Cresciuto nel settore giovanile del Rosario Central, debutta in prima squadra il 23 luglio 2021 in occasione dell'incontro di Coppa Sudamericana vinto 1-0 contro il Deportivo Táchira.
L'8 agosto 2023 viene acquistato dal Tottenham.
Il 2 febbraio 2024 passa in prestito al Siviglia.
Il 7 agosto 2024 passa in prestito all'Espanyol.
L'8 luglio 2025 ritorna in prestito al Rosario Central.

### Nazionale
Nel gennaio del 2023, viene incluso da Javier Mascherano nella rosa della nazionale Under-20 argentina partecipante al campionato sudamericano di categoria in Colombia.
Nel maggio dello stesso anno, viene convocato per partecipare ai Mondiali Under-20, organizzati in casa, manifestazione in cui va in gol in tre occasioni.

## Statistiche
Statistiche aggiornate al 15 dicembre 2023.
| Stagione               | Squadra                | Campionato             | Campionato | Campionato | Coppe nazionali | Coppe nazionali | Coppe nazionali | Coppe continentali | Coppe continentali | Coppe continentali | Altre coppe | Altre coppe | Altre coppe | Totale | Totale |
| Stagione               | Squadra                | Comp                   | Pres       | Reti       | Comp            | Pres            | Reti            | Comp               | Pres               | Reti               | Comp        | Pres        | Reti        | Pres   | Reti   |
| ---------------------- | ---------------------- | ---------------------- | ---------- | ---------- | --------------- | --------------- | --------------- | ------------------ | ------------------ | ------------------ | ----------- | ----------- | ----------- | ------ | ------ |
| 2020-2021              | Rosario Central        | PD                     | 4          | 0          | CA              | 0               | 0               | CS                 | 1                  | 0                  | -           | -           | -           | 5      | 0      |
| 2021-2022              | Rosario Central        | PD                     | 26         | 6          | CA              | 8               | 2               | CS                 | 0                  | 0                  | -           | -           | -           | 34     | 8      |
| 2022-2023              | Rosario Central        | PD                     | 23         | 11         | CA              | 0               | 0               | CS                 | 0                  | 0                  | -           | -           | -           | 23     | 11     |
| Totale Rosario Central | Totale Rosario Central | Totale Rosario Central | 53         | 17         |                 | 8               | 2               |                    | 1                  | 0                  |             | 0           | 0           | 62     | 19     |
| 2023-gen.2024          | Tottenham              | PL                     | 8          | 1          | FACup+CdL       | 0+0             | 0+0             | -                  | -                  | -                  | -           | -           | -           | 8      | 1      |
| gen.-giu. 2024         | Siviglia               | PD                     | 4          | 0          | CR              | 0               | 0               | UCL                | -                  | -                  | SU          | -           | -           | 4      | 0      |
| Totale carriera        | Totale carriera        | Totale carriera        | 65         | 18         |                 | 8               | 2               |                    | 1                  | 0                  |             | 0           | 0           | 74     | 20     |